# Zbiranje odpadkov
Zbiranje in odvoz odpadkov sta sestavna dela ravnanja z odpadki, ki povzročata prehod odpadnih snovi iz vira proizvodnje bodisi do točke obdelave ali dokončne odstranitve. Zbiranje in odvoz odpadkov vključuje tudi ločevanje odpadkov, ki tehnično niso odpadki, pri čemer pomagajo tudi občinski programi.

## Gospodinjski odpadki
Gospodinjski odpadki v gospodarsko razvitih državah bodo praviloma ostali v zabojnikih za odpadke in zabojih za reciklažo, dokler jih ne odpelje podjetje za odvoz smeti z vozili, ki so namenjeni pobiranju odpadkov. Vendar pa morajo v mnogih državah v razvoju, kot sta Mehika in Egipt, prebivalci vplivati na podjetja za zbiranje odpadkov, saj le-ta smeti ne odstrani (odpadki ostanejo v zabojih ali vrečah ob cestah in ni mogoče pričakovati, da jih bo kdo odstranil). Na primer, v Mexico Cityju prebivalci dajo svoje smeti na vozilo za zbiranje odpadkov, ki pogosto ustavi v vsaki soseski. Zbiralec odpadkov bo pozval prebivalce z značilnim zvoncem in po možnosti kričanjem. Prebivalci dajo svoje smeti zbiralcu v posodo za odpadke. Poleg tega lahko te zasebni zbiralci odpadkov krožijo po istih soseskah kar do 5-krat na dan, potiskajo voziček z odpadki, zvonijo z zvoncem in kričijo, da opozorijo prebivalce na svojo prisotnost. Ti zasebni zbiralci odpadkov, niso plačani, preživljajo se le z napitninami, ki jih prejmejo. Konec dneva odvlečejo smeti do vozila za zbiranje odpadkov, ki jih potem odpelje na smetišče.
Smetarska vozila prevzamejo odpadke na dogovorjenih postajah, kjer jih naložijo na še večja vozila in jih odpeljejo bodisi na odlagališče odpadkov bodisi v druge obrate za obdelavo.

## Komercialni odpadki
Ostale stvari, ki se upoštevajo pri zbiranju odpadkov, so postavitev smetnjaka, tip in velikost zabojnika, in kako pogosto ga je treba prazniti. Obstajajo številne težave, ki se lahko pojavijo pri zbiranju komercialnih odpadkov. Prenapolnjeni zabojniki pripeljejo do tega, da smeti padajo ven, ali se zabojnik celo prevrne.
Nevarni odpadki (kot npr. prazne posode bencina), lahko vodijo do požarov, ki vžgejo druge odpadke. Prav tako obstaja težava, ko mečejo smeti v naše zabojnike drugi ljudje. To vedenje lahko preprečimo s ključavnicami ali verigami na zabojih.